# Honkbal menko

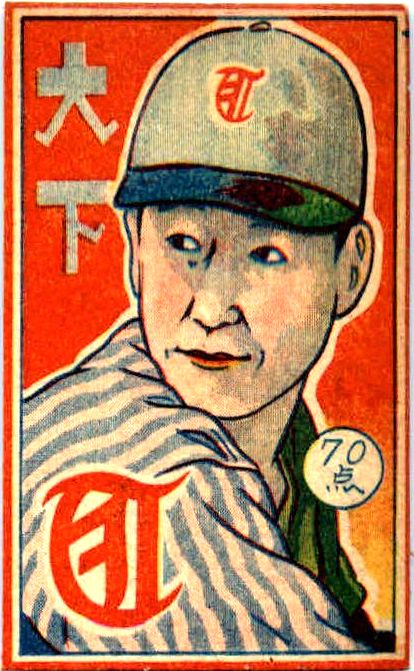
Voorbeeld van een menko kaart, ca. 1948

Honkbal menko zijn een vroeg type Japanse honkbalkaarten, oorspronkelijk ontworpen voor gebruik in het kinderspel menko, maar wordt nu vooral verzameld door honkbalfans en kaartverzamelaars. Het woord "menko" wordt zowel in het enkelvoud als in het meervoud gebruikt.

## Geschiedenis

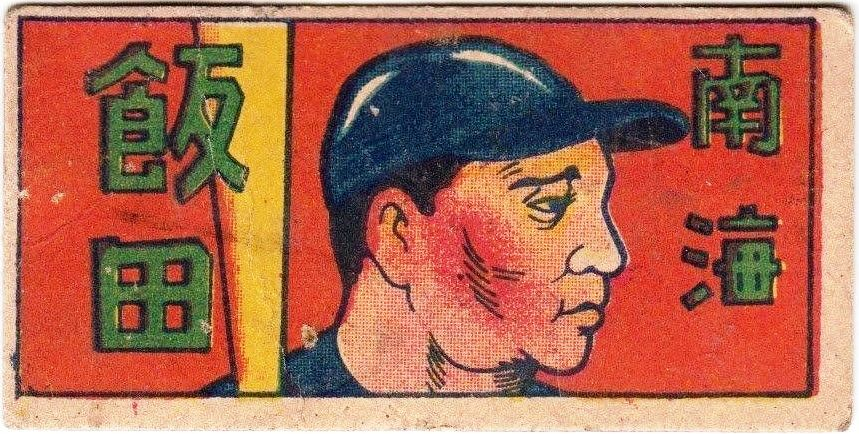
Tokuji Iida afgebeeld op een menko kaart uit 1948

De vroegst bekende honkbal menko, een generieke honkbalspeler, is van 1897. De menko kaartenset in Gary Engel's Japanese Baseball Card Checklist and Price Guide is van 1929, met zwart-wit (of sepia) afbeeldingen van spelers van de Big Six University. Ze worden de 1929 Nichieido Seika B&W Photo Bookmark Menko genoemd.
De belangstelling voor de honkbalsport werd bevorderd door het bezoek van de All-Stars in 1934, waaronder veel prominente spelers zoals Babe Ruth, Lou Gehrig, Jimmy Foxx, en Charlie Gehringer. Aanvankelijk toonden menko naamloze spelers, generieke kaarten die later zouden worden vervangen door menko's met populaire hogescholen, middelbare scholen en vervolgens profspelers.
Een ander hoogtepunt in de geschiedenis van de Japanse kaarten kwam in 1945 toen Japan de Tweede Wereldoorlog verloor en Generaal Douglas MacArthur traditionele Japanse helden verbood. Daarom werden soldaten en samoerai van de menko's verwijderd en vervangen door Japanse honkbalsterren en sumoworstelaars als "heldenfiguren". In de jaren '50, de popularisering van de televisie en de uitzending van lokale wedstrijden (met de Tokyo Giants en de Hanshin Tigers als enkele van de meest representatieve teams) verspreidde de populariteit van de sport (en de merchandising ervan) in het land.

## Vormen
Honkbal menko's bestaan in drie vormen: rond, gestanst, en rechthoekig, en in verschillende maten. De vroegste gestanste en ronde menko sets die door Engel gecatalogiseerd zijn stammen uit 1947.

### Stansvorm
De 1947 stansvorm Menko zijn 35 mm breed bij 70 mm hoog, met kleuren-karikaturen van zes NPB-spelers, waaronder sterspelers Tetsuharu Kawakami en Hiroshi Ohshita. De ruggen bevatten elk een steen/papier/schaar-symbool, de achternaam van de speler in kanji, de bijnaam van het team in katakana, een lijntekening van een algemene honkbalspeler en een 5- of 6-cijferig nummer.

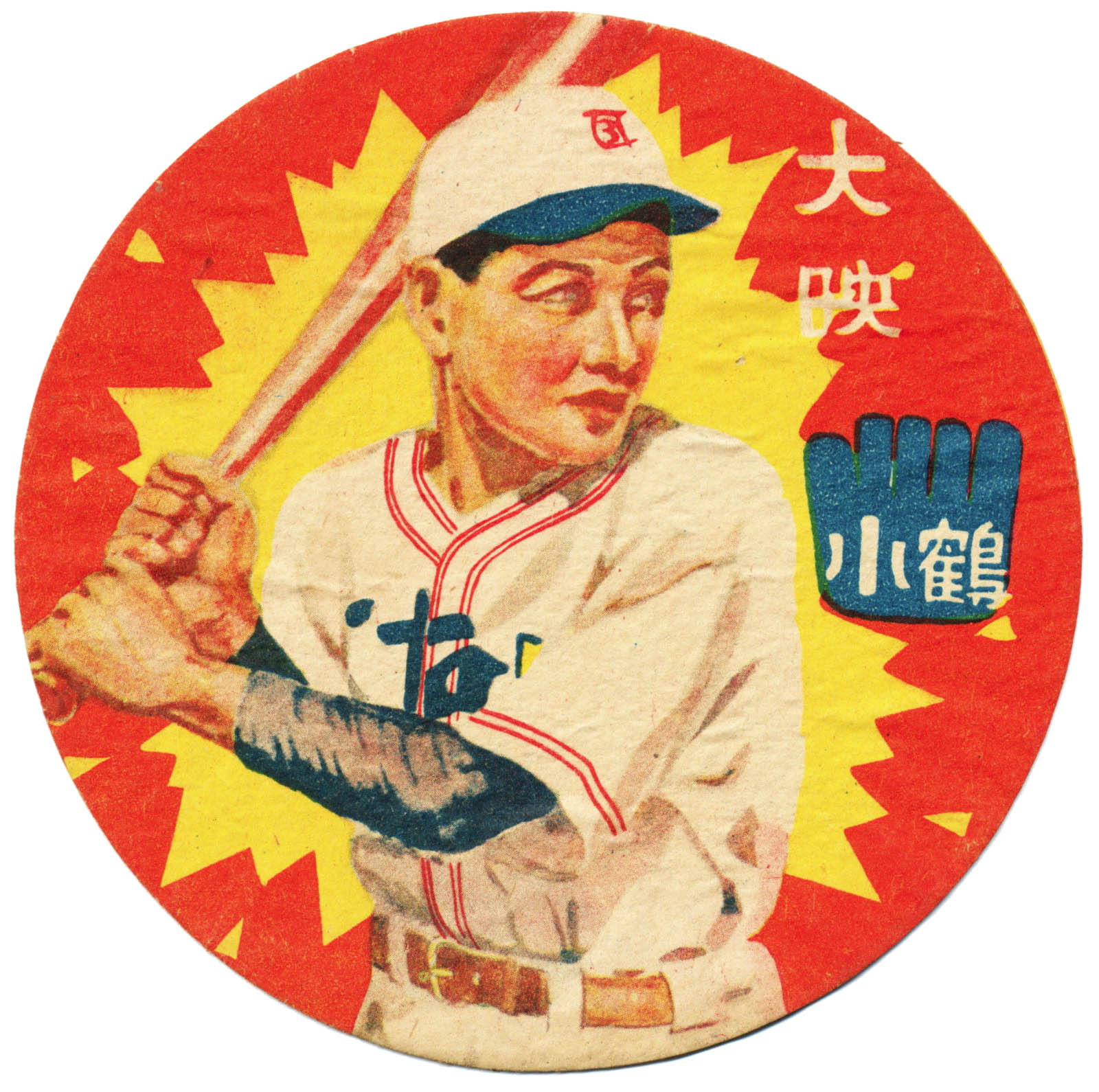
Makoto Kosuru op een ronde menko kaart, 1949

### Ronde vorm
De 1947 Red or Blue Borders ronde menko waren 48 mm in diameter, met cartooneske spelers op de voorzijde en blanco rugzijden. De naam van de ploeg in het Engels, een rekenkundige optelling of aftrekking, en de naam van de speler en soms positie in kanji stonden ook op de voorzijde.

## Andere honkbalkaarten
Er is een grote verscheidenheid aan Japanse honkbalkaarten die geen menko worden genoemd, waaronder bromides (foto's met blanco rug die oorspronkelijk met zilverbromidepapier werden gemaakt), kaarten verpakt met voedsel, snoep en kauwgom, en spelkaarten, waaronder Karuta en Takara kaarten.
In de jaren '70 en '80 produceerden en verkochten enkele bedrijven honkbalkaarten in Japan, waaronder de Takara Company (die de zeer succesvolle honkbalsets produceerde, hoewel zij de productie de daaropvolgende jaren niet verlengde wegens de slechte verkoop), en de Calbee Corporation (die honkbalkaarten toevoegde aan haar chipsverpakkingen). Calbee begon in 1973 met het op de markt brengen van kaarten en heeft sindsdien verschillende collecties uitgebracht. In 2012 had Calbee meer dan 1 miljard kaarten op de markt gebracht. Calbee wordt beschouwd als het eerste bedrijf dat consequent een jaarlijkse set produceerde in Japan. Andere producerende bedrijven zijn Yamakatsu, NST/Mr. Baseball, Lotte Gum, en Mermaid.
Takara produceerde kaarten voor een dobbelspel dat leek op Strat-O-Matic, van 1978 tot 1988. Een ander bedrijf, BBM, bracht zijn eerste set uit in 1991. BBM sets waren de eerste die bijna elke speler van het Nippon Professional Baseball (NPB) team lieten zien.